# Bosna (vùng)

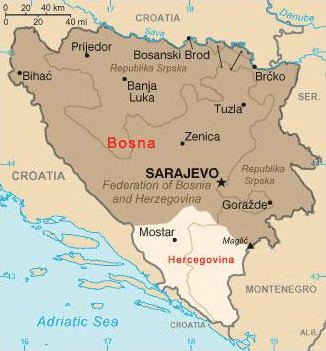
Ranh giới tương đối giữa Bosnia (đậm) và Herzegovina (nhạt)

Bosnia (tiếng Bosnia: Bosna; tiếng Serbia: Босна, phát âm [bɔ̂sna]) là một vùng của Bosna và Hercegovina. Vùng này chủ yếu nằm trong dãy Dinaric Alps, nằm dọc theo ranh giới phía nam của bồn địa Pannonia, cùng với các sông Sava và Drina tạo thành ranh giới phía bắc và phía đông. Vùng còn lại của đất nước, nằm ở phía nam, là Herzegovina. Bosnia là một thuật ngữ không chính thức dùng để chỉ cả đất nước.
Diện tích của Bosnia là khoảng 41.000 km², và chiếm khoảng 80% diện tích của đất nước Bosna và Hercegovina ngày nay. Không có ranh giới chính thức giữa hai vùng của Bosna và Hercegovina, và về mặt không chính thức, Herzegovina ở phía nam của núi Ivan planina.
Hai vùng đã hình thành nên một thực thể địa chính trị từ thời Trung cổ, và tên gọi "Bosnia" cũng thường xuất hiện trong các lĩnh vực lịch sử và địa chính trị để chỉ cả hai vùng (Bosna và Hercegovina). Việc sử dụng chính thức tên gọi bao gồm cả hai vùng chỉ mới bắt đầu từ cuối thời đế chế Ottoman cai trị.